# Иудейские государства
В истории зафиксировано несколько случаев, когда народы, не являвшиеся евреями по происхождению, принимали иудаизм. Во многих таких обществах инициатива обращения исходила от правящих кругов, и иудаизм становился государственной религией.

## Аравия
Поначалу евреев в Аравии было немного (в первых веках нашей эры в Йемене насчитывалось около 3 тысяч евреев, рассеянных по всей стране), но их количество быстро росло с помощью обращения арабов в иудаизм, особенно на юге. В VI-м и начале VII-го века было значительное еврейское население в Хиджазе и, особенно в Медине и её окрестностях. Иудаизм распространялся из Медины на юг. Меньшие еврейские сообщества существовали в Бахрейне, в Макне в Аккабском заливе, в Адрухе между Мааном и Петрой и далее на Север в Джарбе.

### Первыйцарь-гер
В соответствии с мусульманской традицией, переход в иудаизм начался в правление Абу Кариб Асадa (390—420), который сам стал иудеем и распространял новообретенную веру среди подданных. Арабские источники утверждают, что иудаизм стал широко распространенным среди бедуинских племен южной Аравии и что принявшие иудаизм были и среди северных йеменских племен. В это время многие члены привилегированных слоев общества приняли иудаизм. В Йемене иудаизм достиг расцвета при Зу Нувасе.

### Закат
Зу Нувас Юсуф Асар Ясар (Масрук) (ивр. אכסונדון‎ в Талмуде, погиб в 525 году) был арабским князем, последним правителем независимого Химиаритского царства. Он принял иудаизм под именем Юсуфа (Иосиф) после воцарения на троне (518). Зу Нувас поддерживал отношения с еврейскими законоучителями Тверии, бывшей в то время главным еврейским центром в Эрец-Исраэль. По арабским источникам, его подданные тоже приняли иудаизм. По легенде, он казнил несколько византийских купцов в наказание за преследование евреев в христианской Византии. При сдаче его армии христианского города Найрана (523) он предложил жителям принять иудаизм, и когда они отказались, он казнил многих из них. Его царство было разрушено, а сам он был убит в совместной атаке Абиссинии и Византии, будущий Юстиниан I возглавлял флот. После его смерти и падения царства христианство быстро распространилось по южной Аравии, особенно в среде недавно принявших иудаизм, но даже и после этого некоторые йеменские правители выбрали еврейскую судьбу. В 1931 году на юге Аравийского полуострова, к юго-востоку от города Сана, была открыта гробница, в которой, по мнению учёных, похоронен Зу Нувас.

### След в истории
Считается, что евреи Эфиопии являются потомками порабощённых евреев Химьяра. Недавние исследования делают предположения, что мусульманский полумесяц являлся символом идумеев и династии Ирода, а позже был возрождён в Химьяре.

## Северная Африка
Дакия аль-Кахина — царица Берберско-иудейского княжества в северной Африке в период арабских завоеваний. После падения Римской империи на этих территориях вновь появилось 9 иудейских княжеств — Борион, Нафуса, Орес, Лудалиб, Аль-Курдан, Шивава, Тальмесан, Вад-Драа, Тахир.

## Хазарский каганат
Первоначально хазары придерживались традиционных тюркских верований. Главное место в пантеоне занимал бог неба Тенгри.
Каган считался воплощением покровительства этого бога. Он обладал кутъом — особой жизненной силой, которая обеспечивала счастье народа. Языческий культ правителя в конечном итоге превратил кагана в бездействующего сверхсакрализованного полубога.
Исключительно важным фактором для истории Хазарского каганата оказалось то, что на контролируемой им территории, в том числе на родине хазар — в Дагестане — проживало большое количество еврейских общин. Примерно в 740 году один из хазарских военачальников — Булан перешёл в иудаизм. По-видимому, это укрепило позиции его клана, в то время как положение правящей языческой династии стало ухудшаться из-за сокращения военной добычи и невозможности продолжать традиционную завоевательную политику. Согласно сохранившимся данным, процесс иудаизации был длительным и, по-видимому, иудаизм не сразу стал правящей религией. Установление ортодоксального (раввинистического) иудаизма связано с деятельностью царя Обадии, который выстроил синагоги и ввёл Мишну и Талмуд. В Хазарию начали переселяться евреи из других стран. Особенно массовой была миграция в правление Иосифа, когда в Византии начались еврейские гонения. Хазарский царь в ответ начал преследование христиан. В научной литературе принятие иудаизма часто безосновательно связывают с упадком каганата (на самом деле кризис начался примерно на 100 лет позже), и эта тема нередко является предметом недобросовестных спекуляций. Что касается степени распространённости этой религии в Хазарии, то взгляды исследователей весьма разнятся. Более взвешенные оценки, называющие только высший слой правящего класса, опираются на археологические источники, где следы иудейского культа ничтожно малы. По-видимому, для более глубокого проникновения хазарскому иудаизму просто не хватило времени.

## Адиабена
В I веке н. э. правители расположенного на территории современного Ирака государства Адиабена перешли из ашуризма в иудаизм, сделав его государственной религией Адиабены. Царская семья поддерживали палестинских евреев в финансовом отношении и даже посылали во время римской войны войска. Царица Елена и её второй сын Монобаз II часто упоминается в Мишне, где их хвалят за их благочестие.

## Неподтверждённые или вымышленные иудейские государства

### Эльдад ха-Дани
Еврейский путешественник и авантюрист девятого века Эльдад ха-Дани утверждал, что происходит из колена Дана (на что и указывает его имя), чьё независимое государство, включающее также колена Ашера, Гада и Нафтали, по его словам, существовало на востоке Африки; река Куш, якобы, отделяла их от колена Леви, или «бней Моше» («сынов Моисея»), а всю их страну отделяла река Самбатион, которую невозможно было пересечь в будние дни из-за её бурного течения, а в субботу — из-за религиозного запрета. До наших дней дошло, как минимум, восемь вариантов его рукописи. Эльдад ха-Дани вызвал фурор среди своих единоверцев, как рассказами о судьбе десяти потерянных колен, так и альтернативной интерпретацией религиозного учения. По его словам, разговаривали его соплеменники на иврите, а знание прочих языков он отрицал; также он утверждал, что интерпретацию законов Торы они получили непосредственно от Иисуса Навина, и эти законы изложены в аналоге Талмуда, но без талмудических дискуссий и имён мудрецов; праздник Хануки, установленный в честь событий, произошедших уже после изгнания десяти колен, им незнаком.
Талмуд, действительно, был незнаком евреям Йемена и южной Аравии, как и фалаша, но версия об обитании изгнанных колен за Самбатионом встречается и в более ранней агадической литературе. Впрочем, воинственные колено Эфраима и половину колена Менаше Эльдад ха-Дани помещает в Аравию, Иссахара — в горные регионы Персии и Медии, Реувена — в Паран, Зевулуна — между Арменией и Евфратом, а колена Шимона и вторую половину Менаше — в Хазарию, где они берут дань с двадцати восьми царств, и среди их подданных живут и мусульмане.
Эльдад ха-Дани посетил Испанию, Вавилон, и многие другие страны, прежде чем осесть в Кайруане, одной из крупнейших еврейских общин Египта того времени. Местные евреи, настороженные различиями между изложенными в Талмуде интерпретациями религиозных законов и версией Эльдада ха-Дани, обратились за советом к гаону Земаху бен Хаим из Суры. Тот успокоил их, допуская различные интерпретации других колен, а также ссылаясь на положительные отзывы о нём Ицхака бен Мар и р. Симхи, с которыми Эльдад познакомился в Вавилоне. Несколько веков спустя Хасдай ибн Шапрут цитировал Эльдада ха-Дани в своём письме царю хазар, а на его интерпретации религиозных законов ссылались как еврейские, так и караимские авторы, включая Раши, Раавада и Авраама бен р. Маймона. В истинности его рассказов сомневались р. Авраам ибн-Эзра, р. Меир из Роттенбурга, и другие. Однако, сложно судить, что из рассказов собственно Эльдада ха-Дани до них дошло, а что было искажено до неузнаваемости или просто ему приписано позже.

### Давид Реувени
Другим авантюристом, во многом пошедшим по стопам Эльдада ха-Дани, был Давид Реувени, человек неясного происхождения, провозгласивший себя мессией. Он пришёл в Египет и Палестину в сопровождении мусульман, представляясь как паломник и потомок пророка Магомета, вступил в контакт с еврейскими общинами, потом направился в Европу, и представлялся как посланник богатого еврейского царства десяти колен к римскому Папе. Реувени утверждал, что он — посол и главнокомандующий армии своего брата — царя Иосефа, правящего далекой страной на Востоке, где проживают колена Рувим, Гад и половина колена Манассии. Реувени называл свою страну Хавор; скорее всего название взято из Библии: «И увел [царь ассирийский] Рувима, Гада и половину колена Манассии, и привел их в Галаад и в Хавор … до сего дня» (1Пар.5:26; ср. 4Цар.17:6 и 18:11). Возможно, лишь ввиду сходства звучания бытовало мнение (по меньшей мере, ещё со времен Биньямина из Туделы), что эти колена обитают в оазисе Хайбар в Центральной Аравии. Реувени утверждал также, что близ его государства протекает легендарная река Самбатион.
При помощи иерусалимских евреев он получил рекомендательные письма, и через Александрию отправился в Венецию. При этом ему помогли сформулировать прошение к римскому Папе. В Венеции он объявил, что у него есть послание к Папе римскому от евреев востока. Реувени рассказал ему о крупных еврейских царствах в Аравии, которые якобы готовы поддержать христианский мир в войне против Османской империи. В архивах папы Клемента VII сохранились записи о прибытии посланника от аравийских евреев, который хотел, чтобы папа помирил Францию и Испанию, дав ему письма с соответствующими поручениями к королям, и чтобы папа организовал поход для освобождения Святой земли от турок и мусульман в союзе с аравийскими евреями. Папа предложил ему союз против мусульман, снабдил Реувени финансами и направил его в Португалию, чтобы тот вербовал португальских евреев для войны. В дальнейшем он пользовался грамотами от папы, которые некоторое время защищали его от инквизиции и арестов.

### Шабтай Цви
Когда в 1665 году Шабтай Цви, очередной лжемессия, прибыл в Турцию, среди евреев ходили слухи о еврейской армии, которая придёт из Аравийской пустыни, чтобы завоевать Палестину.